# Lavage
Pour un article plus général, voir Nettoyage.
Pour le district situé en république de Guinée, voir Lavage (district, Sangarédi).

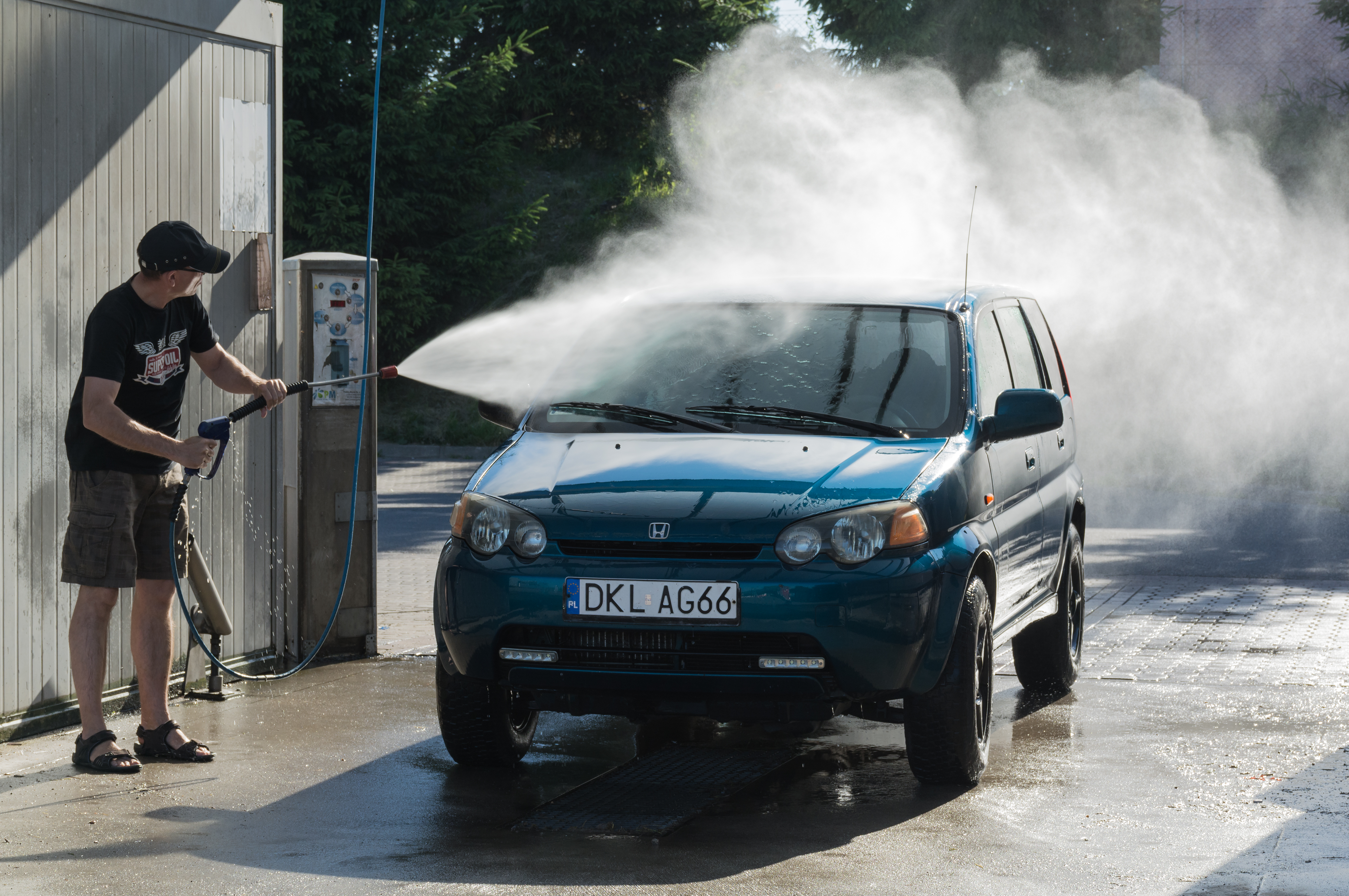
Lavage d'une voiture.

Un lavage est un nettoyage à l'eau, pure ou savonneuse ou de lessive, ou avec tout autre liquide.

## Hygiène corporelle

### Cheveux
Le lavage des cheveux est l'acte cosmétique et d'hygiène corporelle consistant à garder les cheveux propres en les lavant. Pour éliminer le sébum des cheveux, certains appliquent un tensioactif, généralement du shampoing (parfois du savon) sur leurs cheveux et font mousser le tensioactif avec de l'eau. Le tensioactif est rincé à l’eau avec la saleté à laquelle il adhère.
Il existe également des shampoings secs ; des poudres qui éliminent le sébum des cheveux en l'absorbant avant d'être peignés. Les gens utilisent souvent du shampooing sec s'ils souhaitent reporter leur lavage de cheveux ou simplement pour gagner du temps.

### Dents
Le brossage des dents est le frottement d'une brosse à dents contre plusieurs dents. Il a pour but le maintien de dents saines et d'un parodonte sain par l'élimination de la principale cause de pathologie dentaire : la plaque dentaire.

## Lavage des textiles
L'entretien des textiles ou entretien du linge, aussi appelé lessive, comprend le lavage et d'autres tâches. Les processus de lavage sont souvent effectués dans une pièce réservée à cet effet ; dans un espace public on a parlé de buerie, de laverie ou de lavoir. Dans une maison individuelle, on parle de buanderie (en anglais la laundry room ou l’utility room). Un immeuble d'habitation ou une résidence étudiante peut avoir une buanderie commune telle, une tvättstuga (en). Une entreprise autonome est appelée laverie automatique (Self-service laundry, laundrette en anglais britannique ou laundromat en anglais américain). Le matériel qui est lavé ou a été lavé, est également généralement appelé « lessive » (en anglais le matériel qui est lavé - washed ou laundered est appelé laundry).
- La lessive est suspendue pour sécher au-dessus d'une rue italienne.
- Une laverie libre-service à Paris.
- Une femme prenant soin du linge qui sèche à La Havane. Janvier 2011.

## Lavage de la vaisselle
La vaisselle, en forme longue le lavage de la vaisselle, est une tâche ménagère consistant à laver à la main, avec de l'eau et généralement du savon ou du liquide vaisselle, les plats, couverts de table et ustensiles de cuisine salis lors d'un ou plusieurs précédents repas.